# Landesjugendring Hamburg
| Landesjugendring Hamburg e. V. | Landesjugendring Hamburg e. V.                                                               |
| Verbandsdaten                  | Verbandsdaten                                                                                |
| ------------------------------ | -------------------------------------------------------------------------------------------- |
| Gründungsjahr:                 | 1976                                                                                         |
| Vorsitzende:                   | Michael Gischkat Jara Hamdorf Niyasi Karaca Maja Reifegerst Destina Üçdemir                  |
| Gliederung:                    | 20 ordentliche, stimmberechtigte Mitglieder 3 assoziierte, nicht stimmberechtigte Mitglieder |
| Internet                       |                                                                                              |
| Website:                       | www.ljr-hh.de                                                                                |

Im Landesjugendring Hamburg e. V. (LJR) sind auf Landesebene tätige Jugendverbände und Arbeitsgemeinschaften zusammengeschlossen, um das selbstbestimmte, kreative und gemeinsame Handeln von Kindern und Jugendlichen in Hamburg zu fördern. Der LJR unterstützt das vielfältige ehrenamtliche Engagement junger Menschen, um die Zukunft einer sozialen und demokratischen Gesellschaft zu sichern.
Der LJR ging 1976 aus dem 1971 aufgelösten ehemaligen Hamburger Jugendring (HJR) hervor.

## Ziele
Der Landesjugendring vertritt die Interessen junger Menschen, von 20 Mitgliedsverbänden, drei assoziierten Organisationen und über 200.000 verbandlich aktiven Jugendlichen in der Öffentlichkeit – insbesondere gegenüber dem Senat, der Bürgerschaft, den Parteien, den Bezirksparlamenten und Behörden. Der LJR ist Organ und Ausdruck der demokratischen Selbstbestimmung von Kindern und Jugendlichen in Hamburg. Höchstes Entscheidungsgremium ist die mindestens zweimal jährlich stattfindende Vollversammlung. Der Vorstand repräsentiert die Vielfalt der Verbände.
Der Landesjugendring nimmt Einfluss auf die Entwicklung der Jugendpolitik und Jugendarbeit sowie der finanziellen und rechtlichen Rahmenbedingungen, indem er zu jugend-, bildungs- und gesellschaftspolitischen Fragen Stellung bezieht und Aktivitäten entfaltet.

## Aktionen

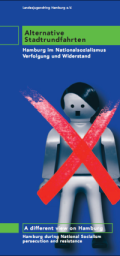
Alternative Stadtrundfahrten: Hamburg im Nationalsozialismus

Zu den regelmäßig durchgeführten Aktivitäten des Landesjugendringes gehören seit 1978 die Alternativen Stadtrundfahrten zu den Stätten der Verfolgung und des Widerstandes im Nationalsozialismus (neun verschiedene Thementouren) sowie die Kurse für Jugendleiter/innen (rund 2.000 Hamburger haben aktuell eine Juleica).

## Publikationen
Publizistisch ist der Landesjugendring mit der Zeitschrift punktum aktiv. punktum berichtet kritisch aus der Lebenswelt Hamburger Jugendlicher und über die Aktivitäten der Jugendverbände. Die Zeitschrift erscheint vierteljährlich in einer Auflage von 2.200 Exemplaren und erreicht Multiplikatoren und Jugendliche in den Verbänden sowie alle relevanten Organisationen in Hamburg.

## Vorstand
Der aktuelle Vorstand des LJR besteht aus fünf gleichberechtigten Vorsitzenden:
- Michael Gischkat
- Jara Hamdorf
- Niyasi Karaca
- Maja Reifegerst
- Destina Üçdemir

## Mitglieder
Mitglieder des LJR sind:
- Alevitische Jugend Hamburg (AJH)
- Arbeitsgemeinschaft freier Jugendverbände in Hamburg (AGfJ)
- Arbeitsgemeinschaft Hamburger Pfadfinderverbände (AHP)
- Bund der Deutschen Katholischen Jugend – LAG Hamburg
- BUND-Jugend Landesverband Hamburg
- CVJM – Landesverband Hamburg
- Deutsche Beamtenbund-Jugend
- Deutsche Schreberjugend Hamburg
- DGB-Jugend Hamburg
- DIDF-Jugend Hamburg e. V.
- DLRG-Jugend
- Evangelisch-methodistische Jugend
- Evangelische Jugend Hamburg
- Hamburger Sportjugend im Hamburger Sportbund
- Internationaler Jugendverein Hamburg e.V.
- Jugendfeuerwehr Hamburg
- Jugendrotkreuz Hamburg
- Landesjugendwerk der AWO Hamburg
- Sozialistische Jugend Deutschlands – Die Falken LV Hamburg
- Verband Christlicher Pfadfinderinnen und Pfadfinder  Landesverband Hamburg

Assoziierte Mitglieder sind:
- Landesjugendwerk Hamburg des Bundes Freikirchlicher Pfingstgemeinden (BFP)
- Jungsozialistinnen und Jungsozialisten in der SPD (Jusos)
- Verband Kinder- und Jugendarbeit Hamburg